# Amizmiz

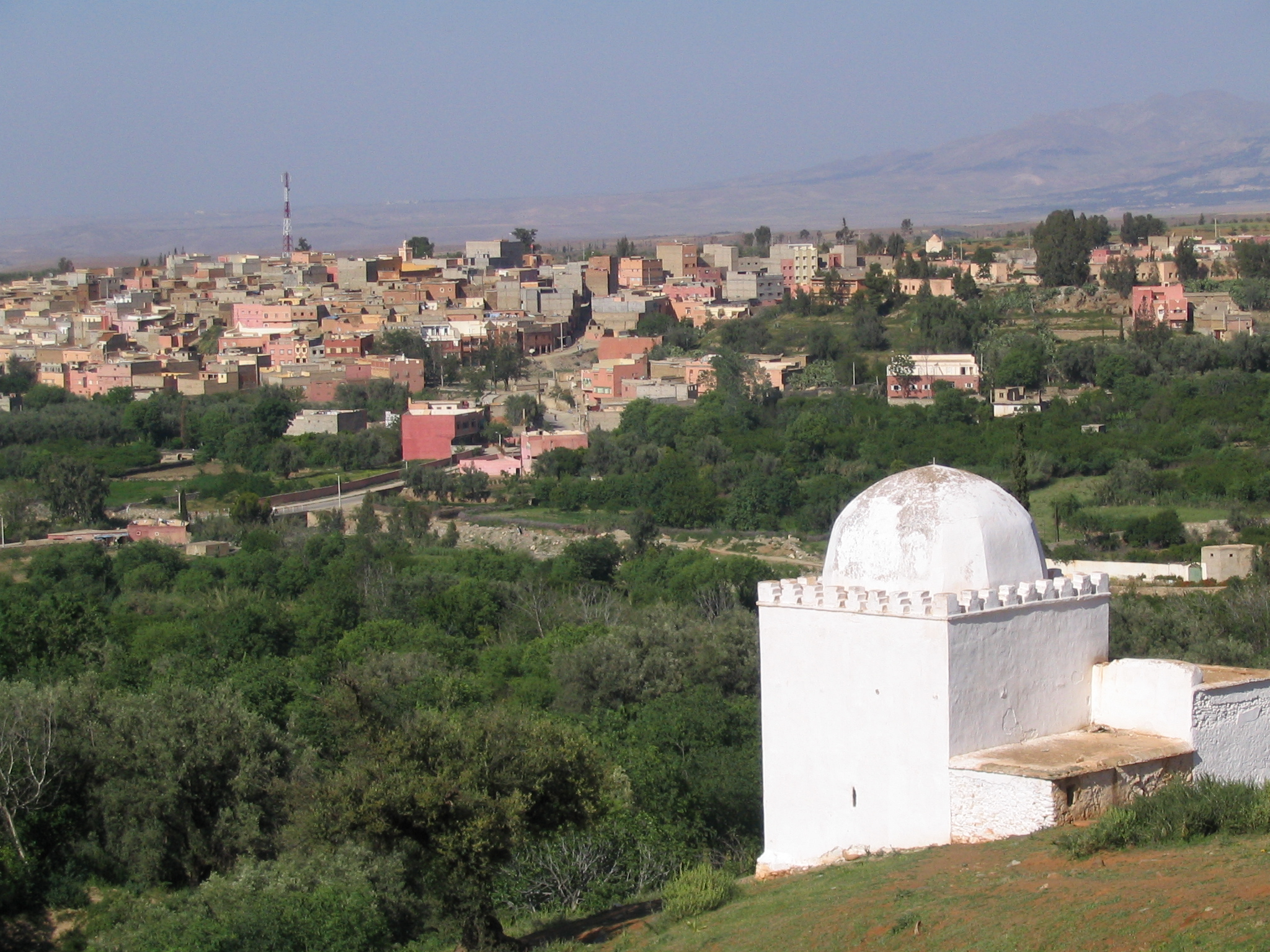
Amizmiz mit Marabout-Grabmal (qubba)

Amizmiz (Zentralatlas-Tamazight ⴰⵎⵥⵎⵉⵥ, arabisch أمزميز) ist eine Kleinstadt mit etwa 8000 Einwohnern und der Hauptort einer Landgemeinde (commune rurale) mit knapp 14.000 Einwohnern in der Provinz Al Haouz in der Region Marrakesch-Safi in Marokko.

## Lage und Klima
Amizmiz liegt in ca. 1000 m Höhe an der Nordflanke des Hohen Atlas; die Stadt Marrakesch ist knapp 60 km (Fahrtstrecke) in nordöstlicher Richtung entfernt. Das Klima ist aufgrund der Höhenlage nachts und im Winter recht kühl, im Sommer dagegen tagsüber durchaus warm; Regen (ca. 450 mm/Jahr) fällt überwiegend im Winterhalbjahr.

## Bevölkerung
| Jahr      | 1994   | 2004   | 2014   | 2024   |
| Einwohner | 11.919 | 13.711 | 14.364 | 13.840 |

Die Einwohner des Ortes sind beinahe ausnahmslos berberischer Abstammung und gehören überwiegend zur Untergruppe der Schlöh. Umgangssprache ist ein regionaler Dialekt des Taschelhit, daneben werden Marokkanisch-Arabisch und etwas Französisch gesprochen.

## Wirtschaft
Jahrhundertelang lebten die Einwohner des Ortes und der umliegenden Dörfer als Selbstversorger von der Landwirtschaft, zu der neben dem Anbau von Getreide (meist Gerste) und Gemüse (Zwiebeln, Möhren, Bohnen etc.) auch Granatapfel-, Oliven- und Walnussbäume und die Viehwirtschaft (Ziegen, Schafe, Hühner) gehörten. Seit der Mitte des 20. Jahrhunderts arbeiten viele Männer in Marrakesch oder in den Städten des Nordens.

## Geschichte
Mangels schriftlicher Aufzeichnungen ist – wie in den Berbergebieten des Maghreb üblich – zur früheren Geschichte des Ortes nichts bekannt. Man kann jedoch davon ausgehen, dass das ursprünglich bewaldete Gebiet zunächst von Jägern, später dann von Viehnomaden durchstreift wurde, die allmählich hier sesshaft wurden.
Von dem Erdbeben in Marokko 2023 war Amizmiz besonders stark betroffen.

## Sehenswürdigkeiten
Die ehemals vorhandenen eingeschossigen Häuser aus Feldsteinen und Lehm sind allesamt verschwunden; das heutige Ortsbild mit seinen mehrgeschossigen Häusern aus Hohlblocksteinen und Beton ist weitgehend modern und entspricht dem vieler Berberorte in Marokko.